# Sebastian Strozynski
Sebastian Strozynski (né le 14 avril 1982 à Gand en Belgique) est un joueur professionnel de hockey sur glace qui possède la double nationalité belge et canadienne. Il évoluait au poste d'ailier gauche.

## Carrière en club

### Les débuts
Né à Gand en Belgique de parents polonais, il en possède les nationalites belge et canadienne. C'est lors de son enfance en Belgique qu'il monte pour la première fois sur des patins et qu'il découvre le hockey sous l'influence de son père. Hésitant entre le football et le hockey sur glace, c'est ce dernier qu'il choisit.[réf. nécessaire].

### L'Amérique du Nord
À l'adolescence, il intègre l'université de Moncton au Québec et son équipe de hockey junior. Il débute dans la Ligue de hockey junior majeur du Québec en 1999. Après y avoir évolué quatre saisons, il se joint au club universitaire des Aigles Bleus de l'Université de Moncton pour les cinq saisons qui suivent. À la fin de son cursus universitaire, il décide de se lancer dans une carrière de joueur professionnel et participe à divers camps d'entraînement pour intégrer une équipe de la Ligue nationale de hockey (LNH) ou de la Ligue américaine de hockey mais une blessure l'empêche d'être sélectionné[réf. nécessaire].

### Les Dragons de Rouen
En 2008, il signe son premier contrat professionnel en se joignant aux Dragons de Rouen de la Ligue Magnus. Durant cette saison, il se blesse qui le décide à mettre fin à sa carrière, sa blessure l'empêchant de jouer par la suite.

## Statistiques
| Saison    | Équipe                                  | Ligue        |    | Saison régulière | Saison régulière | Saison régulière | Saison régulière | Saison régulière |   | Séries éliminatoires | Séries éliminatoires | Séries éliminatoires | Séries éliminatoires | Séries éliminatoires |
| Saison    | Équipe                                  | Ligue        | PJ | B                | A                | Pts              | Pun              | PJ               | B | A                    | Pts                  | Pun                  |                      |                      |
| 1999-2000 | Olympiques de Hull                      | LHJMQ        | 28 | 3                | 8                | 11               | 20               | -                | - | -                    | -                    | -                    |                      |                      |
| 1999-2000 | Huskies de Rouyn-Noranda                | LHJMQ        | 27 | 7                | 8                | 15               | 14               | 10               | 1 | 5                    | 6                    | 10                   |                      |                      |
| 2000-2001 | Huskies de Rouyn-Noranda                | LHJMQ        | 70 | 16               | 36               | 52               | 169              | 9                | 3 | 2                    | 5                    | 17                   |                      |                      |
| 2001-2002 | Huskies de Rouyn-Noranda                | LHJMQ        | 61 | 25               | 45               | 70               | 114              | 4                | 4 | 1                    | 5                    | 6                    |                      |                      |
| 2002-2003 | Wildcats de Moncton                     | LHJMQ        | 65 | 29               | 26               | 55               | 134              | 6                | 2 | 1                    | 3                    | 12                   |                      |                      |
| 2003-2004 | Aigles Bleus de l'Université de Moncton | SIC          | 24 | 9                | 10               | 19               | 38               | -                | - | -                    | -                    | -                    |                      |                      |
| 2004-2005 | Aigles Bleus de l'Université de Moncton | SIC          | 28 | 8                | 10               | 18               | 78               | 6                | 4 | 2                    | 6                    | 2                    |                      |                      |
| 2005-2006 | Aigles Bleus de l'Université de Moncton | SIC          | 28 | 14               | 20               | 34               | 60               | 2                | 2 | 1                    | 3                    | 0                    |                      |                      |
| 2006-2007 | Aigles Bleus de l'Université de Moncton | SIC          | 28 | 19               | 14               | 33               | 48               | 5                | 2 | 2                    | 4                    | 6                    |                      |                      |
| 2007-2008 | Aigles Bleus de l'Université de Moncton | SIC          | 14 | 1                | 5                | 6                | 22               | 5                | 0 | 0                    | 0                    | 2                    |                      |                      |
| 2008-2009 | Dragons de Rouen                        | Ligue Magnus | 25 | 7                | 4                | 11               | 26               | 6                | 1 | 1                    | 2                    | 0                    |                      |                      |